# Лозно-Олександрівка
Лозно-Олександрівка (кол. Олександрівка, Ліозно-Олександрівка) — селище в Україні, адміністративний центр Лозно-Олександрівської селищної громади Сватівського району Луганської області. Площа селища 1458,7 га.

## Географія
Розташоване на річці Лозній (притока Айдару).

## Історія
Поблизу селища виявлено палеолітичні стоянки віком 35-30 тис. років тому на пагорбі в закруті річки Лозна. Знахідки виявлено на поверхні, шар зруйновано оранкою. Мезолітична стоянка віком 12-8 тис. тому рибалок, мисливців та збирачів річкових молюсків на березі Лозної має площу 1500 м². Пам'яток періоду неоліту на території селища не виявлено. Могильники-кургани кочівників епохи бронзи з'являються 3 тис. років до н. е.
Перші козаки-промисловці та поселенці з'являються на території селища в другій половині XVII століття, засновується поселення Писарська слобода (Писарське). Тут же був збудований і храм.
На початку XVIII століття, після азовських походів Петра I ці землі були віддані князю Борису Куракіну. Селище засноване у 1705 році. Хоча Лозно-Олександрівка вперше згадується в письмових джерелах наприкінці XVII століття. Писарське 1718 року залишили мешканці через епідемію чуми. На цьому місці до 1976 року існував піонерський табір та будинок для малорозвинених дітей. Інтенсивний процес заселення земель відбувався в період 1734—1760 років. Олександр Борисович Куракін розводив на цих землях овець та велику рогату худобу, давав притулок кріпакам-утікачам з України та Росії, козакам з Київської, Полтавської та Чернігівської губернії заради заселення спустошених придушенням повстання Булавіна земель. Тюркомовні кочовики будували халупи-землянки, росіяни дерев'яні курні рублені ізби, українці глиняні хати-мазанки з верби та лози, вкриті соломою або очеретом. Вторинне заселення почалося в 1757 році селянами з Тамбовської губернії. Два брати, старший Олександр, заснували поселення на лівому березі річки навпроти сучасного будинку культури. У другій половині XVIII століття через бідність та хвороби більшість росіян виїхало з краю, виїздили й українці.
Після численних протестів бідуючих селян Куракін був змушений 1804 року продати власні маєтки в двох десятках хуторів. 1908 Харківське губернське земство за допомогою Челябінської переселенської організації з'ясувало причини міграції. Головною причиною зміни чисельності населення виявились хвороби — висипний та черевний тиф, бо найближчою лікарнею була повітова лікарня в Старобільську за сотню км. Населення краю потерпало від численних хвороб і епідемій. Так 1831 року від холери померло 152 осіб, а 1848 року — 250, від цинги 1849 року померло до 350 осіб.
Під час Громадянської війни на території колишньої Російської імперії мешканець села старший наводчик корабля «Петрозаводськ» Плужников В. Г. відзначився на боці червоних сил. Рада селянських депутатів та революційний комітет в селищі встановлені в грудні 1917 року. Партійний осередок ВКП(б) (Гончаров Петро Никифорович) і комсомольський створені в 1921 році. У 1924—1925 роках на території сільради утворились три комуни. На першій хвилі колективізації у 1929—1930 роках створено колгоспи «Червона армія» (голова Артеменко Д. А.) і «Червоний хлібороб», у 1931 році на землях Попівки, Вишневого, Грузинки, Дуванки, Лозно-Олександрівки утворено колгосп «Гігант» (голова Ляшко).
Під час організованого радянською владою Голодомору 1932—1933 років померло щонайменше 370 жителів селища (за іншими архівними даними — 250 осіб).
З 1934 року селище було адміністративним центром Ліозно-Олександрівського району Донецької області, з 1938 по 1959 рік Луганської.
На фронтах Другої світової війни воювало 369 жителів села, 154 з них не повернулися з битв. 195 осіб за мужність і відвагу нагороджені орденами і медалями СРСР. З 9 червня 1942 року по 25 січня 1943 року селище було окуповане німецькими військами, розміщено комендатуру. Під час війни лікар Синельников І. М. видавав молоді фіктивні довідки про інфекційні хвороби, щоб уникнути вивезення до Третього Рейху на примусові роботи.
У 1959 році Ліозно-Олександрівський район було розформовано. Селище увійшло до складу Білолуцького району. У 1964 році 4 липня селу було надано статус селища міського типу. До Лозно-Олександрівської селищної ради депутатів трудящих належали колгоспи «Правда» та «Заріччя». 1966 року селище передано до складу Білокуракинського району. 1977 року селищна рада, згідно з новою конституцією перейменована на раду народних депутатів.

## Населення
Населення становить 1181 осіб, 515 дворів.
У 1864 році в Олександрівці Олександрівської волості Старобільського повіту Харківської губернії проживало 2365 осіб в 350 дворах (1164 чоловіків, 1201 жінок). 1885 року у слободі мешкало 2212 особи, було 430 дворових господарства. У 1914 році в селі проживало 3540 осіб. На середину XX століття у селищі мешкало 1959 осіб, налічувалось — 621 дворів.

## Вулиці
У селищі існують вулиці: Садова (колишня Горького), Вишнева (колишня Жовтнева), Зарічна, Центральна (колишня Леніна), Лугова, Магістральна, Набережна, Новомирська, Новоселівська, Озерна, Поштова, Сонячна (колишня Радянська), Шевченка, 1 Травня, квартал Молодіжний (колишній 40 років Перемоги у Великій вітчизняній війні).

## Економіка
За радянських часів у селищі розміщувалась центральна садиба колгоспу «Правда», за яким було закріплено 4128 га сільськогосподарських угідь, з них 2971 га орної землі. Основними галузями господарства були рослинництво і тваринництво. У селищі працював цех з виробництва цегли потужністю 3 млн штук на рік.
На розпайованих сільськогосподарських землях (3300 га) веде господарство ТОВ Агротон, з 2006 року ПП «Агро», відділення «Лозна». Вирощування пшениці, ячменю, соняшнику, кукурудзи. 2003 року в селищі працювали молокозавод, хлібопекарня, цегельний завод, олійниця. В селищі розміщено прикордонну військову і пожежну частину.

## Транспорт
Селище розташоване за 45 км від районного центру і за 12 км від залізничної станції Солідарний на лінії Валуйки — Кіндрашівська-Нова.

## Культура та інфраструктура
У XIX столітті в селищі була відкрита церковна трирічна школа — сучасний Будинок дозвілля. У Грузинці діяла Мар'їно-Олексапільська школа. 1929 року на Магістральній вулиці збудовано 7-річну школу. За часів радянської влади в Лозно-Олександрівці були збудовані середня школа на 450 учнів, будинок культури (1932) із залом на 400 місць, бібліотека, дільнична лікарня на 85 ліжок (1928) і поліклініка, швейна і взуттєва майстерні, 14 магазинів, кафе, відділення зв'язку та ощадна каса. За період восьмої та дев'ятої п'ятирічок (з 1966 по 1975 рік) збудовано 113 індивідуальних житлових будинків.
Станом на 2013 рік в Лозно-Олександрівській повній загальній школі навчається 91 учнів в 11 класах, створено профільний історичний клас, кількість персоналу становить 21 чоловік, директор Дьоміна Людмила Іванівна.
У селі діє дитячий навчальний заклад «Барвінок».

## Пам'ятники
У селищі споруджено пам'ятник воїнам, загиблим в боях під час Другої світової війни. 9 травня 1949 року на братській могилі 196 загиблих встановлено пам'ятник Невідомому солдатові. Скульптори Мухін і Федченко. В братській могилі поховано 185 бійців та 8 офіцерів Радянської армії, 3 партизани, що загинули під час війни в 14 населених пунктах Лозно-Олександрівського району. 2008 року відкрито меморіальний комплекс загиблим землякам (420 осіб) з скульптурою Скорботної матері, закладено березову Алею Слави.
Встановлено пам'ятники В. І. Леніну і борцям за революцію. На Будинку культури розміщено меморіальну дошку на честь визволення селища.

## Церква
Перша дерев'яна церква була збудована на початку XVIII століття в Писарському, але облишена через епідемію чуми в слободі, пізніше розібрана селянами Великих Липегів Валуйського повіту.
30 серпня 1758 року був освячений дерев'яний храм Олександра Свірського на честь засновника Олександро-Свірського монастиря на Ладозі Олександра Свірського (1448—1533). Князем Куракіним на церкву були подаровані хрест, дискос та копіє. Кам'яний храм зведений 1817 року, освячений 1824. 1845 року камергером Миколою Олексійовичем Мухановим до храму була доставлена багата різниця за 1000 карбованців сріблом. Землі за храмом було 202 десятини. Число парафіян: 1800 року — 1420 чоловіків і 1342 жінок; 1830 року — 3208 чоловіків і 3216 жінок; 1850 року 2934 чоловіків і 2916 жінок. У 1930-ті роки храм через запустіння зазнав руйнації, на його місці збудували будинок культури. 1997 року під молитовний будинок священику було передане приміщення колишнього магазину Книги. Станом на 2016 рік настоятелем храму служить протоієрей Віталій Моргунов.

## Природа
На півночі від селища серед лісостепового масиву на 3174 га Білокуракинського лісомисливського господарства в 1998 році утворено загальнозоологічний заказник місцевого значення Лісова перлина.

## Видатні особистості
За успіхи в праці 28 трудівників селища були нагороджені орденами і медалями Радянського Союзу. Ордена Леніна удостоєні В. Т. Ягнюк, С. І. Сикарів, А. М. Радченко, І. Г. Калюжна. Ордена Жовтневої Революції — Г. М. Дмитришин, П. І. Руденко.
- Детинченко Роман Сергійович (1986—2017) — молодший сержант Збройних сил України, учасник російсько-української війни.